# مانويل ألونسو مارتينيز
مانويل ألونسو مارتينيز (بالإسبانية: Manuel Alonso Martínez)‏ هو سياسي إسباني، ولد في 1827 في برغش في إسبانيا، وتوفي في 1891 في مدريد في إسبانيا. حزبياً، نشط في حزب التقدم. وقد انتخب عضو مجلس النواب الإسباني ‏ وانتخب وزير.